# Зехедин Туши
Зехедин Туши (на македонска литературна норма: Зехедин Туши, на албански: Zehedin Tushi) е югославски офицер, генерал-лейтенант от Северна Македония.

## Биография
Роден е на 26 юли 1943 г. в стружкото село Дъбовяни. Основно образование завършва в родното си село. През 1962 г. завършва средно образование във ветеринарно земеделско училище в Битоля. От 1962 до 1966 г. учи във Военната академия на Сухопътните войски на ЮНА. Военната си служба започва през 1966 г. като командир на взвод в Загреб до 1969 г. От 1969 до 1970 г. е командир на рота в Загреб. След това до 1974 г. е командир на батальон в Ново Место. През 1974 г. става офицер за оперативни разузнавателни работи в Прищина. След това до 1976 г. учи в Команднощабната академия на ЮНА в Белград. В периода 1976 – 1981 г. е командир на граничен батальон във Велес. От 1981 до 1982 г. е оперативен офицер за разузнавателни работи. Между 1982 и 1986 г. е помощник-началник щаб по разузнаването. В периода 1986 – 1989 г. е командир на учебен център в Скопие. След това до 1991 г. е помощник-началник щаб по оперативните работи в Титово Ужице. От 1991 до 1992 г. е началник на органа за лични работи пак там. През 1992 г. постъпва в армията на Република Македония. Там от 1992 до 1994 г. е началник-щаб и заедно с това заместник-командир на корпус в Скопие. В периода 1994 – 2000 г. е помощник-началник на Генералния щаб на Армията на Република Македония. Между 2000 и 2002 г. е директор на Генералния щаб на АРМ. От 2002 до 2003 г. е заместник-началник на Генералния щаб на АРМ. Излиза в запаса през 2003 г. Заместник-председател на Сдружението на ветераните и резервистите от отбраната и сигурността. През 2011 г. е направен почетен председател на Съюза на офицерите и сержантите от запаса и резерва.

## Военни звания
- Подпоручик (1966)
- Поручик (1969)
- Капитан (1972)
- Капитан 1 клас (1975)
- Майор (1979)
- Подполковник (1984)
- Полковник (1990)
- Генерал-майор (1995)
- Генерал-лейтенант (2003)

## Награди
- Медал за военни заслуги, 1972 година;
- Орден за военни заслуги със сребърни мечове, 1977 година;
- Орден на Народната армия със сребърна звезда, 1986 година;
- Орден на Народната армия с лавров венец, 1988 година;